# إيملين جون
إيملين جون (بالإنجليزية: Emlyn John)‏ (4 مارس 1907 في المملكة المتحدة - 1962 في المملكة المتحدة) هو لاعب كرة قدم ويلزي في مركز الدفاع. لعب مع نيوبورت كونتي.